# BMW-Werk Hams Hall
Das BMW-Werk Hams Hall im Hams Hall Industrial Park, North Warwickshire (England) ist eines der BMW-Werke außerhalb Deutschlands.
In das Werk nähe Birmingham wurden etwa 570 Millionen Euro investiert. Seit Januar 2001 werden dort BMW-Otto-Drei- und Vierzylindermotoren mit einem Hubraum zwischen 1,4 und 2,0 Liter hergestellt. Sie kommen in den BMW 1er-, BMW 2er-, BMW 3er-Modellen sowie in den X-Reihen und BMW Mini zum Einsatz. Auch werden die Verbrennungsmotoren für Hybridfahrzeuge (z. B. BMW i8) montiert. Des Weiteren werden Akkupacks für BMW und andere Automobilhersteller gefertigt.
Mit bis zu 1000 Mitarbeitern wurden in den Jahren 2007 bis 2013 jährlich rund 400.000 Motoren in Hams Hall gefertigt. Nach dem Aus für Verbrennungsmotoren in München werden diese nur noch in Steyr und Hams Hall gefertigt.